# FIS Marathon Cup 2011/2012
Sezon 2011/2012 FIS Marathon Cup rozpoczął się 8 stycznia 2012 roku czeskim maratonem Jizerská Padesátka (włoski maraton La Sgambeda zaplanowany na 18 grudnia 2011 r. został odwołany), a zakończył 17 marca 2012 roku norweskim Birkebeinerrennet.
Obrońcami tytułu byli: Szwedka Sandra Hansson wśród kobiet oraz jej rodak Jerry Ahrlin wśród mężczyzn. W tym sezonie triumfowali: Włoszka Stephanie Santer i Czech Stanislav Řezáč.

## Kalendarz i wyniki

### Kobiety
| Lp. | Data             | Zawody                           | Dystans             | 1. miejsce           | 2. miejsce       | 3. miejsce                |
| --- | ---------------- | -------------------------------- | ------------------- | -------------------- | ---------------- | ------------------------- |
| 1.  | 18 grudnia 2011  | Livigno – La Sgambeda            | 42 km s. dowolnym   | Zawody odwołano      | Zawody odwołano  | Zawody odwołano           |
| 2.  | 8 stycznia 2012  | Bedřichov – Jizerská Padesátka   | 50 km s. klasycznym | Sara Svendsen        | Tatjana Mannima  | Jenny Hansson             |
| 3.  | 22 stycznia 2012 | Lienz – Dolomitenlauf            | 42 km s. dowolnym   | Wałentyna Szewczenko | Seraina Boner    | Selina Gasparin           |
| 4.  | 29 stycznia 2012 | Predazzo – Marcialonga           | 70 km s. klasycznym | Susanne Nyström      | Jenny Hansson    | Stephanie Santer          |
| 5.  | 5 lutego 2012    | Oberammergau – König-Ludwig-Lauf | 50 km s. klasycznym | Susanne Nyström      | Jenny Hansson    | Seraina Boner             |
| 6.  | 12 lutego 2012   | Lamoura – Transjurassienne       | 50 km s. dowolnym   | Wałentyna Szewczenko | Stephanie Santer | Tatjana Mannima           |
| 7.  | 19 lutego 2012   | Otepää – Tartu Maraton           | 63 km s. klasycznym | Susanne Nyström      | Sandra Hansson   | Seraina Boner             |
| 8.  | 25 lutego 2012   | Lahti – Finlandia-hiihto         | 50 km s. klasycznym | Wałentyna Szewczenko | Tatjana Mannima  | Stephanie Santer          |
| 9.  | 4 marca 2012     | Sälen – Vasaloppet               | 90 km s. klasycznym | Vibeke Skofterud     | Laila Kveli      | Seraina Boner             |
| 10. | 11 marca 2012    | Samedan – Engadin Skimarathon    | 42 km s. dowolnym   | Anouk Faivre-Picon   | Seraina Boner    | Natascia Leonardi Cortesi |
| 11. | 17 marca 2012    | Lillehammer – Birkebeinerrennet  | 54 km s. klasycznym | Seraina Boner        | Stephanie Santer | Jenny Hansson             |

### Mężczyźni
| Lp. | Data             | Zawody                           | Dystans             | 1. miejsce      | 2. miejsce         | 3. miejsce          |
| --- | ---------------- | -------------------------------- | ------------------- | --------------- | ------------------ | ------------------- |
| 1.  | 18 grudnia 2011  | Livigno – La Sgambeda            | 42 km s. dowolnym   | Zawody odwołano | Zawody odwołano    | Zawody odwołano     |
| 2.  | 8 stycznia 2012  | Bedřichov – Jizerská Padesátka   | 50 km s. klasycznym | Stanislav Řezáč | Jimmie Johnsson    | Jørgen Aukland      |
| 3.  | 22 stycznia 2012 | Lienz – Dolomitenlauf            | 42 km s. dowolnym   | Fabio Santus    | Alaksiej Iwanou    | Tim Tscharnke       |
| 4.  | 29 stycznia 2012 | Predazzo – Marcialonga           | 70 km s. klasycznym | Jørgen Aukland  | Anders Aukland     | Stanislav Řezáč     |
| 5.  | 5 lutego 2012    | Oberammergau – König-Ludwig-Lauf | 42 km s. klasycznym | Stanislav Řezáč | Jerry Ahrlin       | Jørgen Aukland      |
| 6.  | 12 lutego 2012   | Lamoura – Transjurassienne       | 70 km s. dowolnym   | Alaksiej Iwanou | Sergio Bonaldi     | Florian Kostner     |
| 7.  | 19 lutego 2012   | Otepää – Tartu Maraton           | 63 km s. klasycznym | Jörgen Brink    | Daniel Richardsson | Jimmie Johnsson     |
| 8.  | 25 lutego 2012   | Lahti – Finlandia-hiihto         | 50 km s. klasycznym | Martin Koukal   | Sergio Bonaldi     | Marco Cattaneo      |
| 9.  | 4 marca 2012     | Sälen – Vasaloppet               | 90 km s. klasycznym | Jörgen Brink    | Daniel Tynell      | Stanislav Řezáč     |
| 10. | 11 marca 2012    | Samedan – Engadin Skimarathon    | 42 km s. dowolnym   | Roman Furger    | Curdin Perl        | Cristian Zorzi      |
| 11. | 17 marca 2012    | Lillehammer – Birkebeinerrennet  | 54 km s. klasycznym | Anders Aukland  | Roger Aa Djupvik   | Espen Harald Bjerke |

## Klasyfikacje
| Lp. | Zawodnik                  | Punkty |
| --- | ------------------------- | ------ |
| 1.  | Stephanie Santer          | 511    |
| 2.  | Seraina Boner             | 485    |
| 3.  | Jenny Hansson             | 442    |
| 4.  | Susanne Nyström           | 430    |
| 5.  | Wałentyna Szewczenko      | 324    |
| 6.  | Antonella Confortola      | 302    |
| 7.  | Tatjana Mannima           | 301    |
| 8.  | Sara Svendsen             | 288    |
| 9.  | Laila Kveli               | 275    |
| 10. | Natascia Leonardi Cortesi | 141    |
| 11. | Anouk Faivre-Picon        | 100    |
| 11. | Vibeke Skofterud          | 100    |
| 13. | Ursina Badilatti          | 76     |
| 14. | Selina Gasparin           | 60     |
| 15. | Klára Moravcová           | 56     |

| Lp. | Zawodnik               | Punkty |
| --- | ---------------------- | ------ |
| 1.  | Stanislav Řezáč        | 405    |
| 2.  | Anders Aukland         | 311    |
| 3.  | Jörgen Brink           | 288    |
| 4.  | Jørgen Aukland         | 282    |
| 5.  | Jimmie Johnsson        | 275    |
| 6.  | Florian Kostner        | 261    |
| 7.  | Martin Koukal          | 242    |
| 8.  | Toni Livers            | 238    |
| 9.  | Jerry Ahrlin           | 227    |
| 10. | Sergio Bonaldi         | 223    |
| 11. | Alaksiej Iwanou        | 214    |
| 12. | Fabio Santus           | 210    |
| 13. | Kjetil Hagtvedt Dammen | 143    |
| 14. | Audun Laugaland        | 139    |
| 15. | Daniel Richardsson     | 130    |